# یحیی عیدی بیرانوند
یحیی عیدی بیرانوند سیاستمدار ایرانی است.او هم اکنون در پست شهردار بروجرد فعالیت دارد.

## زندگی
عیدی بیرانوند دارای مدرک کارشناسی ارشد مدیریت با گرایش برنامه‌ریزی و کارشناس حقوق است. او عضو دوره دوم شورای اسلامی شهر خرم‌آباد بوده‌است.
عیدی بیرانوند از دی‌ماه ۱۳۹۳ تا شهریورماه ۱۳۹۶ شهردار خرم‌آباد بود. او از آذر ۱۳۹۶ تا مهر ۱۳۹۷ هم شهردار بهارستان بود.